# RV Petrel
Le RV Petrel (RV en anglais : « Research Vessel ») est un navire océanographique appartenant à la fondation du cofondateur de Microsoft, Paul Allen. Le navire est nommé d’après un oiseau de mer nommé « pétrel ». En 2016, Allen a acheté le navire de service offshore, anciennement Seven Petrel, de Subsea 7, société d'ingénierie, de construction et de services sous-marine. En 2017, le navire a achevé une importante modernisation pour devenir un navire de recherche en immersion profonde. Il s'agit aujourd'hui du seul navire privé au monde équipé pour explorer des profondeurs de 6 000 mètres. Il sert également de banc d'essai pour les nouveaux équipements de haute mer qui n'ont jamais été déployés sur aucun autre navire.

## Mission philanthropique
La mission principale du navire de recherche, qui est entièrement financée par la Paul G. Allen Family Foundation, est d’explorer des épaves d’importance historique à des profondeurs et des conditions difficiles. Paul Allen a pour condition préalable que les épaves découvertes soient respectées comme des sépultures de guerre et que leurs emplacements soient tenus secrets mais ne seront connus que des gouvernements et des musées nationaux. Paul Allen, dans le documentaire PBS USS Indianapolis Live from the Deep , a déclaré : « Nous avons effectué plusieurs de ces explorations pour essayer de trouver des navires de guerre coulés. Nous essayons de les réaliser à la fois comme des exemples vraiment passionnants d'archéologie sous-marine et des hommages aux hommes courageux qui sont descendus sur ces navires. »
Pendant ses escales, le RV Petrel organise parfois des visites guidées à bord et sert de plate-forme éducative pour les étudiants et les enfants. L'autre profil de mission du RV Petrel comprend l'hébergement de projets scientifiques sous la société mère d'Allen, Vulcan Ventures.

### Travail collaboratif
Le RV Petrel coordonne toutes ses activités d'exploration avec différentes organisations du monde entier. Il collabore avec le Naval History & Heritage Command pour les épaves de la marine américaine. Aux Philippines, l’équipage collabore avec le Musée national et le Conseil du mémorial de la bataille du détroit de Surigao. En 2018, le RV Petrel a travaillé avec le Musée national de la marine de Sydney pour explorer le sous-marin HMAS AE1. Robert Kraft, qui est sous-directeur, et Paul Mayer, le chercheur principal, se sont rendus au Japon pour remettre au musée Yamato une vidéo de ROV montrant des épaves de la marine impériale japonaise.

## Équipage
Avant la mise en service du Petrel, l’équipe de projet opérait à bord du yacht d'Allen, l'Octopus, qui exploitait les engins submersibles Pagoo du yacht, le véhicule sous-marin téléguidé (ROV) Argus 3000 et le robot sous-marin autonome (AUV) Bluefin 12D.
Les 20 membres d'équipage et les 10 membres de l'équipe de projet effectuent des quarts de travail de 12 heures à bord du RV Petrel. L’équipe de projet se compose de Kraft, chef de l’expédition, de Mayer en tant que chercheur principal, de 4 pilotes et techniciens de véhicules téléguidés, d’un spécialiste de l’AUV, d’un géomètre multi-faisceaux, d’un vidéographe et d’un ingénieur en informatique.
Pour chaque expédition, sont invités des historiens, des scientifiques et des observateurs locaux à se joindre à l'équipe du projet.

## Expéditions en 2015 à bord de l'Octopus
- Expédition d'Ironbottom Sound :

L’équipe, a cartographié 980 km² d’Ironbottom Sound en janvier 2015 et identifié 29 emplacements d’épaves, 7 champs de débris d’épaves et plusieurs emplacements d’avions possibles. Sur les 29 épaves découvertes, six ont été identifiées positivement et ont confirmé être USS Astoria, USS Quincy, USS Vincennes, USS Northampton, USS Atlanta et HMAS Canberra. Onze épaves ont été provisoirement identifiées comme étant l'USS Walke, le destroyer japonais Ayanami, l'USS De Haven, les destroyers japonais Yūdachi, Fubuki, l'USS Laffey, l'USS Monssen, l'USS Barton, l'USS Cushing, l'USS Little (DD-79) (en) et l'USS Preston. L'identification à l'aide de l'imagerie sonar avec les mesures des navires et les enregistrements historiques est en attente de confirmation par l'exploration du ROV. Les 12 épaves restantes n'ont pas été identifiées pendant l'expédition et nécessiteraient des études supplémentaires.
- Cuirassé Musashi :

Après plusieurs années de recherche, la même équipe a découvert le cuirassé japonais Musashi en mars 2015. Cette découverte a fait les gros titres de l'actualité dans le monde entier.
- Récupération de la cloche du HMS Hood :

En août 2015, l'équipe a récupéré la cloche du HMS Hood après avoir obtenu une licence du ministère de la Défense du Royaume-Uni. La récupération de la cloche a été effectuée à la demande de la HMS Hood Association. Seuls trois membres de l’équipage du HMS Hood ont survécu et l’un d’eux souhaitait récupérer la cloche du navire comme objet mémoriel à ses camarades. La princesse royale, Anne du Royaume-Uni, a dévoilé la cloche du HMS Hood le 24 mai 2016 pour marquer le 75e anniversaire de la plus grande perte de vie de la Royal Navy (1 415 marins) sur un seul navire.
- Cartographie d'épaves de Malte :

À bord de l'Octopus, l'équipage du projet a déployé l'AUV Bluefin Robotics 12D et cartographié 630 km² de fonds marins autour de Malte en septembre 2015. Des images sonar d'épaves, de plusieurs avions, de torpilles et de débris ont été capturées par l'AUV.

## Caractéristiques
Paul Allen a acheté le Petrel en 2016 pour devenir une plateforme destinée à la recherche et à l'exploration. Après une modernisation en 2016-2017, le Petrel est désormais doté d'une technologie de pointe et de la toute dernière intégration de systèmes permettant la recherche en haute mer. Le navire est maintenant équipé d’un véhicule sous-marin télécommandé allant à une profondeur de 6 000 mètres, d’un véhicule sous-marin autonome et d’un Multibeam echosounder (en). Il a également une capacité de positionnement dynamique qui permet au navire de rester en place pour les opérations de ROV.
- Argus 6000 ROV :

Le RV Petrel possède un ROV de classe Argus avec une capacité de charge utile de 100 kg, et présente les caractéristiques suivantes : poussée horizontale de 750 kg, attente stationnaire, mode de navigation basé sur les caractéristiques du sonar, diverses configurations de manipulateurs... Il est attaché avec un câble blindé de 17 mm d'épaisseur.
- Remus 6000 AUV :

Le REMUS (AUV) (en) mesure 281 mm de diamètre et peut atteindre une vitesse maximale de 5 nœuds (9 km/h). Sa durée de mission est généralement de 22 heures. Il est conçu pour plonger jusqu'à 6 000 mètres de profondeur, plane normalement à 100 m au-dessus du fond marin, scanne 1 000 mètres de chaque côté et peut cartographier de 100 à 150 km² lors de chaque déploiement. Il s'agit du seul REMUS 6000 AUV privé au monde.
- DP2 Class ;

Les moteurs électriques de RV Petrel lui permettent de tenir stationnairement sur une épave. Elle possède quatre DGPS, un HiPAP 502, un HiPAP 102, deux SeaPath 200, deux Standard Gyro et un éventail. Elle est classée dans la catégorie navire à positionnement dynamique 2 (DP2).
- Puissance et propulsion:

Le navire est équipé de quatre moteurs diesel Mitsubishi S16R-MPTK, d’une puissance totale de 6 760 kW (9 065 cv) et de quatre générateurs électriques auxiliaires ABB AMG 500M4 d’une puissance de 6 400 kW (8 583 cv). Ceux-ci alimentent à leur tour les cinq propulseurs : deux Propulseur azimutal fixes arrière à 2 000 kW (2 682 cv), un propulseur azimutal rétractable avant à 1 000 kW (1 341 cv) et deux propulseur d'étrave fixes à l'avant à 1 000 kW chacun.

## Expéditions en 2017
- Destroyer Artigliere :

Le Petrel a découvert le destroyer Artigliere de la Regia Marina italienne datant de la Seconde Guerre mondiale en mars 2017.
- Croiseur USS Indianapolis :

Le Petrel a trouvé l'USS Indianapolis en août 2017. L'un des naufrages les plus insaisissables de l'histoire, l'USS Indianapolis a finalement été localisé le 19 août 2017 à une profondeur de 5 500 m dans la mer des Philippines. L’épave est debout, avec sa coque et ses armements intacts et bien conservés dans les profondeurs.
- Détroit de Surigao :

Après avoir découvert l'USS Indianapolis, le Petrel s'est rendu à Surigao en octobre 2017 pour participer à la 73e commémoration de la bataille du golfe de Leyte. En novembre 2017, après avoir reçu l'approbation du Musée national des Philippines, le Petrel a examiné le détroit de Surigao et découvert les épaves des cuirassés japonais Yamashiro, Fusō, et des destroyers Michishio, Yamagumo et Asagumo. Le ROV du navire a enquêté sur chacun d'eux et un historien de bord a confirmé l'identité de l'épave .
- Baie d'Ormoc :

En décembre 2017, le Petrel a exploré la baie d'Ormoc et découvert les épaves de l'USS Ward, de l'USS Cooper, du destroyer japonais Shimakaze et de ce que l'on pense être deux destroyers de la classe Yūgumo. La découverte de l'épave de l'USS Ward était l'un des thèmes centraux de la 76e commémoration de l'attaque de Pearl Harbor le 7 décembre.

## Expéditions en 2018
- Retour dans la baie d'Ormoc :

Début janvier 2018, le Petrel est retourné dans la baie d'Ormoc et a effectué une plongée dans l'un des destroyers de la classe Yūgumo découverts en 2017. Sur la base de la configuration des canons de 127 mm le destroyer Hamanami a pu être identifié. L'identification a également validé les zones des autres navires du convoi japonais TA-4 : les destroyers Shimakaze, Wakatsuki et Naganami. Le convoi a été attaqué par un avion de la Task Force 38 lors de la bataille de la baie d'Ormoc.
- Avion de transport C-2A Greyhound :

En février 2018, avec l'aide d'une équipe de l'US Navy à son bord, il a localisé et cartographié l'épave d'un avion de transport C-2A Greyhound qui s'est écrasé dans la mer des Philippines alors qu'il était en route vers l'USS Ronald Reagan le 22 novembre 2017.
- Porte-avions USS Lexington :

Le 4 mars 2018, le Petrel a exploré la mer de Corail et a découvert l'épave du porte-avions USS Lexington qui a coulé pendant la bataille de la mer de Corail.
- Croiseur USS Juneau :

Le 17 mars 2018, le Petrel a localisé l'épave du croiseur léger anti-aérien USS Juneau qui avait été coulé par le sous-marin japonais I-26 à la suite de la première bataille navale de Guadalcanal. Il a coulé avec la perte de 687 hommes, parmi lesquels figuraient les cinq frères Sullivan .
- Croiseur USS Helena :

Le 11 avril 2018, il a localisé l'épave du croiseur léger USS Helena qui avait été coulé lors de la bataille du golfe de Kula en 1943 par trois torpilles tirées par un destroyer japonais qui avait perdu 168 membres de son équipage.
- Sous-marin HMAS AE1 :

Le sous-marin HMAS AE1 de la Royal Australian Navy, disparu en mer le 14 septembre 1914 est découvert en décembre 2017 sur le fond marin au large des îles du Duc-d'York en Papouasie-Nouvelle-Guinée, a été visité par le ROV du Petrel. L'équipage a mis au point une caméra en gros plan pour visualiser les détails à l'intérieur du tube lance-torpille et du moteur. Cette exploration a été supervisée par Find AE1 Ltd en partenariat avec le Musée maritime australien, la Marine royale australienne, l'université Curtin, le Western Australian Museum et le Submarine Institute of Australia. L’approbation de l’enquête a été accordée par le Musée national et galerie d’art de Papouasie-Nouvelle-Guinée .

## Expéditions en 2019
- Destroyer Niizuki :

Le Petrel a retrouvé l'épave du destroyer japonais Niizuki gisant dans 745 m d'eau en janvier 2019. L'épave a été lourdement endommagée, mais son mât est toujours attaché et complet. La découverte du Niizuki était remarquable car il avait coulé le USS Strong par le plus long tir de torpille de tous les temps, avec des estimations allant de 7 à 11 milles marins (13 à 20 km).
- Croiseur Jintsū :

En février 2019, les débris du croiseur japonais Jintsū ont été découverts par le Petrel près de l'embouchure du golfe de Kula aux Îles Salomon. Le croiseur brisé repose par 900 m de profondeur.
- Cuirassé Hiei :

Le 6 février 2019, la découverte du cuirassé japonais Hiei, le premier cuirassé japonais coulé au cours de la Seconde Guerre mondiale. Selon le Petrel, le Hiei gît à l'envers à 900 m de profondeur au nord-ouest de l'île de Savo, dans les îles Salomon. Le Hiei est le quatrième cuirassé japonais découvert par l'équipage du Petrel. Le cuirassé japonais Musashi a été retrouvé en mars 2015 et les cuirassés de la classe Fusō, les Fusō et Yamashiro, en novembre 2017. Le Petrel a également pu inspecter un autre croiseur de combat de la classe Kongō, le Kirishima, lors d'une mission distincte. Le chercheur principal Paul Mayer a déclaré que le Hiei se trouvait à 4 milles marins (7,4 km) de Kirishima.
- Porte-avions USS Hornet :

Le 12 février 2019, l'équipage a annoncé avoir localisé l'épave du porte-avions USS Hornet à une profondeur de plus de 17 700 pieds (5 400 m) au large des Îles Salomon. Il est dans un état remarquable. Une partie de son poste de pilotage s'est effondrée à cause du feu qui a fait rage sur ses ponts pendant la bataille. Une partie de sa poupe est arrachée, mais la coque reste en grande partie intacte. Plusieurs avions sont dispersés autour de l'épave.
- Destroyer USS Strong :

Le 26 février 2019, l'équipage a annoncé avoir localisé l'épave du destroyer USS Strong à une profondeur de 300 m. L'épave est toujours en cours d'étude.
- Porte-avions USS Wasp :

Le 13 mars 2019, l'équipage a annoncé avoir localisé l'épave du porte-avions USS Wasp reposant à une profondeur de 4 200 m. L'épave est toujours en cours d'étude.
- Croiseur Furutaka :

Le 4 mai 2019, l'équipage a annoncé avoir localisé l'épave du croiseur lourd japonais Furutaka à une profondeur de 1 400 m.
- Croiseur Maya :

Le 1er juillet 2019, il a été annoncé que l'épave du croiseur japonais Maya avait été retrouvée au large de l'île philippine de Palawan. Il est pratiquement intact, à l'exception de son avant d'étrave qui s'est cassé et est allongé à l'envers juste derrière le reste du navire. Son pont et ses armes sont également intacts. Elle repose par 1 850 m de profondeur.

## Galerie de photo

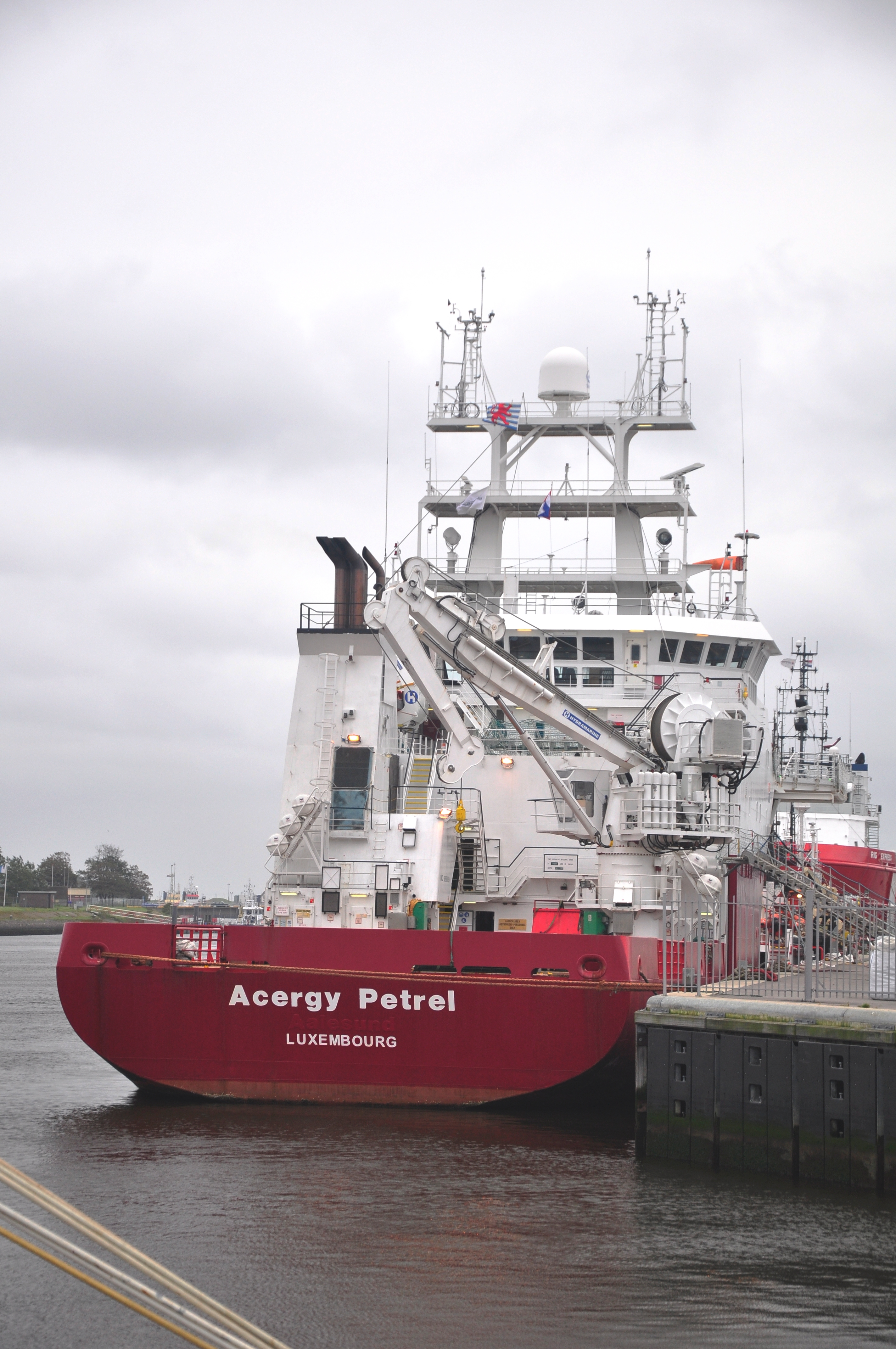
Acergy Petrel
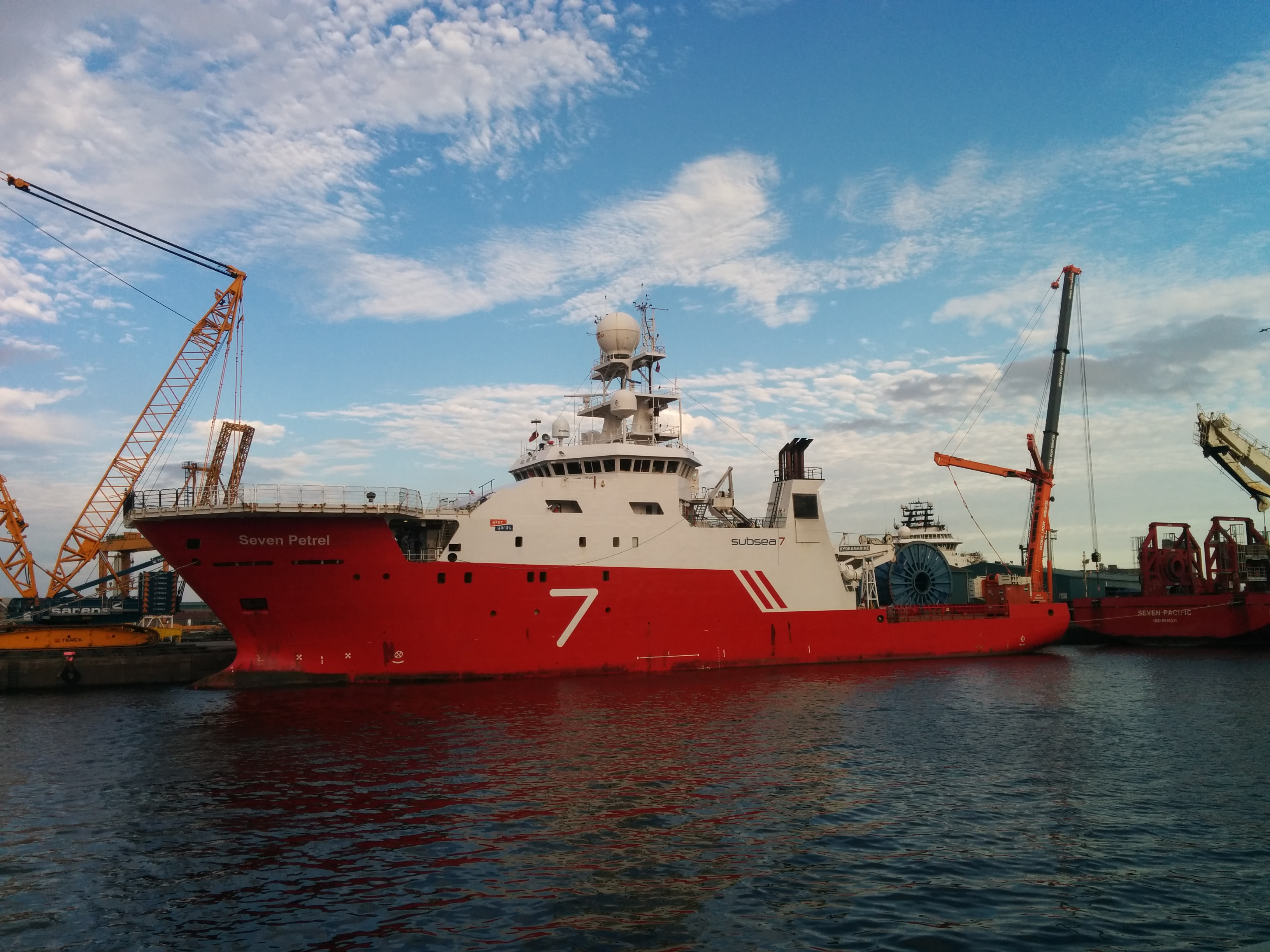
Seven Petrel
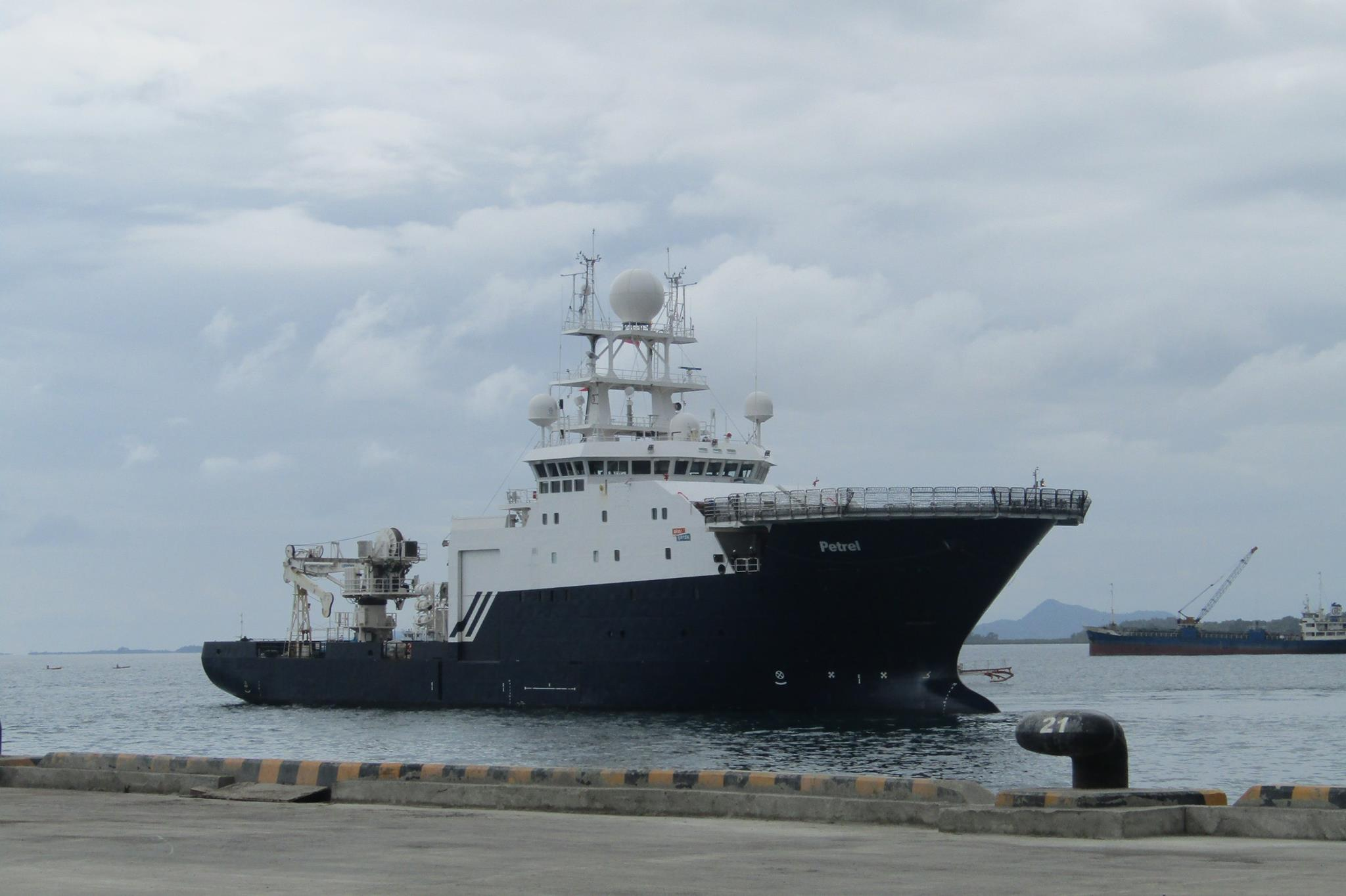
RV Petrel

### Note et référence
1. ↑  Paul G. Allen Family Foundation
2. ↑  USS Indianapolis Live from the Deep
3. ↑  National Museum of The Philippines
4. ↑  USS Indianapolis - Site U.S. Military
5. ↑  Reconnaissance des épaves Site Philippines Graphic
6. ↑  Les cind frères Sullivan sur l'USS Juneau

- (en) Cet article est partiellement ou en totalité issu de l’article de Wikipédia en anglais intitulé « RV Petrel » (voir la liste des auteurs).